# Kuljani (Banja Luka)
Kuljani (szerbül: Куљани), falu Banja Luka községben, Bosznia-Hercegovinában, Bosanska krajina területén, a Szerb Köztársaságban. 

## Fekvése
Bosznia-Hercegovina északi részén, Banja Lukától légvonalban 7, közúton 8 km-re északra, az Orbász bal partján, 150-200 méteres magasságban fekszik. 

## Népessége
| Nemzetiségi csoport | Népesség 1991 | Népesség 2013 |
| ------------------- | ------------- | ------------- |
| Szerb               | 283           | 4021          |
| Bosnyák             | 3             | 1             |
| Horvát              | 773           | 80            |
| Jugoszláv           | 73            | 3             |
| Egyéb               | 75            | 60            |
| Összesen            | 1207          | 4165          |

## Története
A település 1878-ig tartozott az Oszmán Birodalomhoz, ekkor a berlini kongresszus határozata alapján az Osztrák-Magyar Monarchia része lett. 1879-ben az első osztrák-magyar népszámlálás során a Banja Luka-i járáshoz tartozó településnek 14 háztartása és 118 ortodox lakosa volt. 1910-ben a Banja Luka-i járáshoz tartozó településen 30 háztartást, 21 ortodox, 183 római katolikus és 3 muszlim lakost találtak. A monarchia szétesésével 1918-ban előbb a Szerb-Horvát-Szlovén Királyság, majd 1929-től a Jugoszláv Királyság része. Jugoszlávia megszállása után a Független Horvát Állam (NDH) része lett. 1945-től a szocialista Jugoszlávia része volt. 
A boszniai háború végén majdnem az összes katolikus horvátot elüldözték, így 2013-ban már csak 80-an voltak. A daytoni békeszerződést követő területfelosztásnál Banja Luka község részeként a Szerb Köztársaság területéhez került. A háború után ez a kis falu terjeszkedni kezdett. Az új lakók nagy része szerb menekült volt, akik új lakóhelyet találtak, miután a háború alatt elvesztették régi otthonukat. A falu növekedni kezdett, és hamarosan Banja Luka városának külvárosi részévé vált. Az egykori, döntően horvát lakosságú falut ma már döntően szerb lakosság lakja, akik túlnyomórészt Bihács, Glamoč, Bosanski Grahov és Kupres környékéről származnak, és a háború végén menekültek el ezekről a területekről.

## Infrastruktúra
A közúti infrastruktúra továbbra is nagyon rossz állapotban van, mivel nem terveznek költségvetési beruházást. A posta 2010-től működik, és a tervek szerint orvosi rendelő is nyílik a településen.

## Oktatás
A régi állami iskola továbbra is működik.

## Nevezetességei
- Szent Petka tiszteletére szentelt pravoszláv temploma A templom építése 2006-ban kezdődött, és Jefrem Banja Luka-i püspök szentelte fel 2012. október 27-én.[6] A kuljani ortodox plébánia 2003-ban alakult, az egyházközség Kuljaniból és Tunjica egy részéből áll.[7]

- Szent Illés próféta tiszteléetére szentelt római katolikus kápolnája a barlovci plébániához tartozik.